# Helene Kienzle
Helene Kienzle (* 2. November 1927 in Stuttgart; † 10. Februar 2017 in Stuttgart; nach Heirat Helene Kienzle-Beck) war eine deutsche Rollkunstläuferin, Weltmeisterin und deutsche Sportlerin des Jahres 1955.

## Trainertätigkeit
Über viele Jahre war Kienzle leitende Trainerin des Stuttgarter Eis und Rollsportclubs (SERC) für Roll- und Eiskunstlauf. Auch für die Sportfachverbände gab sie Training. Mit einigen ihrer Einzelsportler und auch mit Vierergruppen errang sie nationale und internationale Erfolge. Erst kurz vor ihrem 80. Geburtstag gab sie krankheitsbedingt die aktive Trainerlaufbahn auf.

## Sportliche Erfolge
1954
- Rollkunstlauf-EM in Karlsruhe: 3. Platz

1955
- Weltmeisterin im Rollkunstlauf in Barcelona
- Deutsche Meisterin im Rollkunstlauf in Nürnberg
- Sportlerin des Jahres 1955

1956
- Vizeweltmeisterin in Barcelona